# Marsa Matruh
Marsa Matrouh, più correttamente Marsa Matruh (in arabo مرسى مطروح‎?, Marsā Maṭrūḥ), è un porto marittimo egiziano, capoluogo del governatorato di Matruh. La città era nota nel periodo tolemaico e bizantino come Paraitònion (Παραιτόνιον) e in quello antico romano come Paraetonium.
Marsa Matrouh, a circa 240 km a ovest di Alessandria d'Egitto e a circa 500 km a nord ovest del Cairo, è il principale centro urbano fino alla vicina frontiera con la Libia.

## Economia

### Turismo
Rinomata località turistica balneare essenzialmente per gli egiziani, a partire dal 2005 ha conosciuto un vero e proprio boom internazionale, soprattutto da parte degli italiani.
Sulle rive del Mediterraneo dalla primavera del 2006 sono sorti nuovi villaggi di proprietà egiziana ma a gestione italiana, affidata a importanti tour operator come Alpitour, Veraclub e Going (quest'ultimo ha ereditato la precedente gestione di Ventaglio) le cui strutture si trovano nella baia di Almaza, che in arabo significa "perla".

Marsa Matruh - dove si trova anche un aeroporto militare - è una tappa per chi desidera visitare l'oasi di Siwa nel deserto libico occidentale (a circa 300 chilometri di distanza).

## Architetture
In Egitto accanto alle testimonianze musulmane, come la bella moschea di Marsa Matruh, non mancano i simboli della religione cristiana.

Ma ci sono anche testimonianze della storia recente, come il bunker sotterraneo dell'isoletta davanti a Marsa Matruh che, durante la seconda guerra mondiale, ospitò il comandante tedesco Rommel, la "volpe del deserto". Da qui l'uomo di fiducia di Hitler impartiva disposizioni alle forze italo-tedesche impegnate contro i britannici.

## Storia
Anche Alessandro Magno, secondo la tradizione, avrebbe fatto una sosta a Marsa Matruh prima di raggiungere l'Oracolo di Amon (il dio sole per gli Egizi) a Siwa.

A qualche chilometro dalla città c'è la spiaggia di Cleopatra. Si dice che la mitica Regina si bagnò in quelle acque, in base ad alcune iscrizioni rinvenute nelle vicine antiche costruzioni, che dimostrano che lì, tra le formazioni rocciose, avrebbero fatto appunto insieme il bagno Cleopatra e Marco Antonio.
Durante la seconda guerra mondiale, l'intera regione fu coinvolta in alcuni dei più rilevanti fatti d'arme che contrapposero l'Asse italo-tedesco all'esercito britannico. Nel 1942 venne combattuta la battaglia che prende il nome da questa località.